# Elfsborg
 For alternative betydninger, se Elfsborg (flertydig). (Se også artikler, som begynder med Elfsborg)
Elfsborg (svensk: Älvsborg) var fra 1300-tallet til 1600-tallet en betydende fæstning ved Göta älvs udmunding. Fæstningen lå syd for elven, vest for det senere byggede Göteborg. Der er ikke ruiner fra middelalderborgen, men synlige bygningsrester fra et renæssanceslot.

## Den første borg
Den første borg blev bygget før 1366, hvor et "hus" omtales i Ålholmstraktaten. Borg var da af træ, og det tilknyttede len var pantsat af kong Håkan Magnusson. Han indløste pantet og fik Elfsborg tilbage senest 1370. Dronning Margrethe 1. pantsatte borgen på ny i 1377.
Navnet kommer formentlig fra det forhold, at borgen lå ved Göta älvs, oftest kaldet Elfens, udmunding.
Under Engelbrektsoprøret blev borgen af den tyske befalingsmand Mattias van Kaalen overgivet til oprørerne i 1436, men den blev til forskel fra mange andre borge ikke brændt af Engelbrekts folk, som var under ledelse af marsk Karl Knutsson (Bonde).
Borgen blev i 1439 belejret af norske styrker under Johan Umreise, som byggede en belejringsskanse op mod borgen. Nordmændene gav op efter ti ugers resultatløs belejring, da Ture Stensson (Bielke) fik forstærkninger. Ture Stensson døde samme år og blev erstattet som høvedsmand af Gustav Olofsson (Stenbock).
I 1452 og 1455 forsvaredes borgen med held af Tord Bonde mod Christian 1.s angreb. Under uklare omstændigheder blev borgen i 1455 overgivet til den norske ridder Olav Nilsson (Skanke), og den kom dermed i kong Christian 1.s hænder. Danskerne havde herefter Elfsborg med korte afbræk frem til 1471, hvor borgen erobredes af svenske tropper.
I 1502 angreb Christian (den senere Christian 2.), og træborgen nedbrændtes. Man ved, at borgen da var bemandet med en styrke på 140 mand. Fra samme år findes en tegning af borgen, udført af den tyske bygmester Paul Dolnstein, som var den danske hærs specialist på belejringstekniske konstruktioner. I 1519 genopbyggedes fæstningen og var på danske hænder til 1523, hvor den blev opgivet og nedbrændt. Den genopførtes i 1520-erne, og i Gustav Vasas tid brugte man store kræfter på borgen, "effter thett ähr hampnen och nykelen för alle thesse landzender till Westersiönn, och porten emellan Norige och Hallandt"; og fæstningen blev forstærket og til en stenborg under Erik 14.
I 1563, under Den Nordiske Syvårskrig angreb danskerne fæstningen, og svenskerne nedbrændte for at hindre angrebet den lille by, som var vokset op uden for borgen, og tvang beboerne til at flytte. Dette til trods erobrede danskerne borgen den 4. september 1563. Ved Freden i Stettin i 1570 blev Sverige tvunget til at betale en løsesum på 150 000 rigsdaler sølv inden for tre år, for at borgen ikke skulle tilfalde danskerne.
I 1565 belejredes borgen forgæves af Per Brahe den ældre. I 1571 blev borgere omkring borgen igen til at flyttes, og borgen blev forstærket.
Den 22. maj 1612, under Kalmarkrigen, erobrede danskerne igen borgen efter et hårdt forsvar under Olof Stråles ledelse. Danskerne bombarderede med kanonkugler borgen fra den plads, som i dag kaldes Sannabacken. Denne gang blev løsesummen bestemt ved Freden i Knærød 1613 til 1 million rigsdaler sølv i fire delbetalinger over seks år, og i denne periode hørte borgen til Danmark, som først forlod den i 1619.
Efter dette forstærkede svenskerne igen borgen, men i 1660 blev borgen nedrevet til fordel for en ny fæstning i stykke derfra.